# Trizogeniates schmidti
Trizogeniates schmidti är en skalbaggsart som beskrevs av Ohaus 1903. Trizogeniates schmidti ingår i släktet Trizogeniates och familjen Rutelidae. Inga underarter finns listade i Catalogue of Life.